# Уркский диалект
Уркский диалект — диалект, на котором говорят в общине (бывшем острове) Урк, расположенной на западном побережье провинции Флеволанд в Нидерландах. До середины XX века Урк был островом. Изначально он находился в заливе Зёйдерзе, который после сооружения защитной дамбы превратился во внутреннее озеро Эйсселмер. Уркский диалект, наряду с эмландскими и западновелювскими говорами, относится к зоне перехода между нижнесаксонскими и нижнефранкскими диалектами. Несмотря на эти отношения, диалект уникален по своему характеру. С конца XIX века многие лингвисты занимались изучением этого диалекта.
Уркский также может быть классифицирован как фризо-франко-саксонский диалект; это особая группа диалектов, которые являются переходными между фризскими, нижнефранкскими и нижнесаксонскими диалектами.

## Искусство
Геррит Пастеркамп является автором книг на уркском диалекте, в том числе переводов еврейских и христианских псалмов и беллетристики.
Есть по крайней мере одна группа, Leuster, которая публикует на CD некоторые из своих песен, исполняемых на уркском.

## Документация
Существует краудсорсинговый уркско-нидерландский онлайн-словарь. У Кружка уркского диалекта есть небольшой веб-сайт с собранием сведений о диалекте, включая образцы текстов.

## Статус
Уркский диалект не признан языком меньшинств правительством Нидерландов. Запрос на присвоение кода ISO 639-3 уркскому был отложен из-за неполноты определения границ распространения остальной части нижнесаксонского.